# 3574 Rudaux
3574 Rudaux è un asteroide della fascia principale. Scoperto nel 1982, presenta un'orbita caratterizzata da un semiasse maggiore pari a 2,4183575 UA e da un'eccentricità di 0,1851992, inclinata di 4,66312° rispetto all'eclittica.
L'asteroide è dedicato all'astronomo e artista francese Lucien Rudaux.